# هجوم على بعثة الصين
هجوم على بعثة الصين (بالإنجليزية: Attack on a China Mission)‏ هو فيلم أبيض وأسود قصير درامي بريطاني صامت إنتاج عام 1900 ، أخرجه جيمس ويليامسون، ويظهر بعض البحارة وهم يأتون لإنقاذ زوجة أحد المبشرين الذين قتلهم الملاكمون. كان الفيلم المكون من أربع لقطات، تضمنت قصًا بزاوية عكسية وما لا يقل عن عشرين فنانًا، في حين أن معظم الأفلام الدرامية في تلك الحقبة كانت تتألف من شخصيات فردية وعدد قليل جدًا من اللقطات.
مؤرخ الفيلم جون بارنز ادعي أن الهجوم على بعثة الصين كان لديه "السرد الأكثر تطورًا" لأي فيلم إنجليزي حتى ذلك الوقت.

## روابط خارجية
- Attack on a China Mission  في قاعدة بيانات الأفلام على الإنترنت (بالإنجليزية)
- Attack on a China Mission على يوتيوب